# 元千葉ロッテマリーンズ投手強盗殺人事件
元千葉ロッテマリーンズ投手強盗殺人事件（もとちばロッテマリーンズとうしゅごうとうさつじんじけん）は、かつてプロ野球選手として活躍した小川博（事件当時42歳）が現役引退後の2004年（平成16年）11月に埼玉県上尾市内で起こした強盗殺人事件。

## 概要
小川は現役時代においてロッテオリオンズ（現：千葉ロッテマリーンズ）で先発投手として活躍し、1988年には最多奪三振を記録してオールスターゲームにも出場した。また引退後もロッテでコーチ・球団職員を歴任していたが、引退後に浪費を重ねて多額の借金を重ねた末に本事件を起こした。本事件は同年、再編騒動に揺れたプロ野球界にさらなる衝撃を与え、小川は刑事裁判で無期懲役判決を宣告されたが、さいたま地裁はその際の判決理由で本事件を「元プロ野球選手によるセンセーショナルな事件」と指摘した。また、本事件はプロ野球選手の引退後の生活（セカンドキャリア）問題がクローズアップされるきっかけにもなった。

## 事件の経緯

### 名投手からの暗転
小川博は前橋工業高校時代、同校のエース投手として3回甲子園に出場し、「群玉（群馬の玉三郎）」と呼ばれ、甲子園のアイドルとなった。高校卒業後は青山学院大学へ進学し、4年生時（1984年）の春には同大学野球部を（東都大学野球連盟の）1部復帰へ導いたほか、同年秋には当時最高の順位となる2位への躍進に貢献した。そして、1984年に開かれたドラフト会議でロッテオリオンズから2位指名を受け入団。
1985年からはロッテオリオンズの選手としてプレーし、1988年にはオールスターに出場して5者連続奪三振を記録し、同年10月19日に川崎球場で開催された「10.19」（近鉄バファローズとのダブルヘッダー）第1試合ではロッテの先発投手を務めた。同年は31試合に登板し、自身初の2桁勝利となる10勝を挙げた。また両リーグ最多の204奪三振を記録し、同年オフの契約更改では年俸が2,200万円に倍増した。しかし1989年に肩を痛め、以降は成績が低迷し、球団名が「千葉ロッテマリーンズ」に変更された1992年限りで現役を引退した。
小川は現役引退後の1993年 - 1999年までロッテ球団のトレーニングコーチを、2000年 - 2002年まで編成部調査担当の球団職員を務めたが、かつて大金を稼いでいたころの浪費癖に加え、遊興費・携帯電話のアダルトサイト使用料などで、ヤミ金などから借金を重ねた。
2002年11月に球団職員を解雇され、球界を離れる。その後、台湾プロ野球 (CPBL) でコーチ就任の話があったが、「（年俸）700万円では苦しい」と断ったとされる。2003年1月に埼玉県の産業廃棄物処理会社に就職し、同年4月には1,750万円の借金を抱え自己破産をした。同年10月、再婚した妻と2人の子どもとさいたま市のマンションに引っ越したが、その後もヤミ金数社から借金していた。
2004年夏ごろ、小川がロッテ二軍本拠地のロッテ浦和球場（さいたま市南区）選手控え室に入ってすぐに姿を消したことが目撃されていた。ロッテ球団関係者は『デイリースポーツ』（神戸新聞社）の取材に対し「同時期にロレックスの腕時計など選手の所持品・クレジットカードがなくなる事件が頻繁にあり、窃盗の被害届が増えたことから『小川が犯人ではないか？』と噂になっていた」と証言した。
前述のヤミ金からの借金に加え、事件当時は二度にわたり離婚していたため、慰謝料・子供の養育費・住宅ローンなども抱え込み、さらに経済的に追い詰められることとなった。

### 強盗殺人
事件直前の2004年11月、小川は金融業者からの借金返済に困窮し、利子など約3万円を返済するため、別の金融業者から現金約10万円を借りたが、その金をパチンコ店で使うなどした。
事件当日（2004年11月18日）18時30分、小川は当日中に返済が必要な3万円の金策のため、勤務先である産廃処理会社の会長宅（上尾市小敷谷）を訪れた。会長は留守であったため、住み込みで働いていた家政婦の67歳女性が応対。小川は女性に金の無心をした。しかし、同年8月に会長宅で室内が荒らされる事件があったほか、同年11月11日（給料日の翌日）にも上尾市内のアパート（同社が社員寮としていた）で50万円が盗まれる事件が発生していた。どちらも状況から社内の人間の犯行が疑われ、借金のある小川も疑いを持たれていた。
女性は小川の依頼を断ろうとしたが、小川は土下座をして4万円を借りようとした。それでも女性が断ったことに逆上し、突き飛ばして気絶させた。小川は2階のキッチンから封筒に入っていた現金175万円を奪い、さらにその発覚を恐れて、気を失った女性を車に乗せ、車内で意識を取り戻した女性の顔を何度も殴打し、約3 km先の旧荒川（桶川市川田谷）に投げ入れ、水死させた。その後、奪った現金でヤミ金一社からの借金13万円を完済した。

### 逮捕・裁判
事件2日後となる2004年11月20日14時ごろ、旧荒川（桶川市川田谷）で釣りをしていた男性が女性の水死体を発見。これを受け、埼玉県警察捜査一課は本事件を殺人事件と断定し、上尾警察署に捜査本部を設置した。
現場の家（会長宅）の玄関ドアはオートロックで、外部から無理に侵入した形跡がなかったため、埼玉県警は「被害者が1人で留守番をしていたところ、被害者と面識のある人間が玄関ドアを開けさせて侵入した」と見て、会社関係者を中心に調べを進めた。すると「事件現場で犯行時間帯に、大柄な男が女性を黒っぽい車で運ぶ姿を見かけた」という目撃証言が得られ、目撃車両と似た車に乗り、体格も似ていた小川が被疑者として浮上した。
事件発生から約1か月後の2004年12月21日朝、小川は自宅で出勤の支度をしていたところ、捜査員から任意同行を求められた。そして、自身が乗っていた黒っぽい車の中から被害者の血痕が発見された点を追及されたところ犯行を認め、同日には強盗殺人容疑で埼玉県警（捜査一課・上尾署）の捜査本部に逮捕された。翌日の12月22日、捜査本部によりさいたま地方検察庁へ送検された。
翌2005年（平成17年）1月11日、さいたま地検は被疑者・小川を強盗殺人罪でさいたま地方裁判所へ起訴した。取り調べに対し小川は容疑を認め、「消費者金融などの借金80万円の返済が迫っていたのでやった」と供述していたが、さいたま地裁（福崎伸一郎裁判長）で2005年2月28日に開かれた初公判の罪状認否では起訴事実を大筋で認めたものの、「初めから（被害者を）殺すつもりはなかった」と主張した。また、被告人・小川の弁護人も「借金を断られたことに逆上し、カッとなって被害者を突き飛ばしたら失神した。動転した中で偶然目に入った現金を取った。犯行を隠そうと被害者を車で運んでいた途中で殺意が芽生えた」と主張し、犯行の計画性を否定した上で「事後強盗殺人と見るべきだ」と主張した。一方、さいたま地検は冒頭陳述で「小川は借金を断られた時点で被害者を殺害し、現金を奪うことを決意していた。犯行後、会社の同僚・借金先のヤミ金業者にアリバイ工作を頼んでいた」と指摘し、同年7月7日の論告求刑公判で被告人・小川に無期懲役を求刑した。
2005年9月29日に第一審判決公判が開かれ、さいたま地裁（福崎伸一郎裁判長）はさいたま地検の求刑通り被告人・小川に無期懲役判決を言い渡した。さいたま地裁 (2005) は判決理由で「前後の見境もなく借金を重ね、犯行のきっかけとなった返済金（約4万円）も捻出できなくなった。殺害現場（旧荒川）に向かう車内で被害者の顔面を赤紫色に変色するまで殴り続けるなど、犯行態様は冷酷・悪質・残虐だ」と指摘した。その一方で、弁護人の「最初から被害者を殺害する意思はなく、事後強盗殺人罪に該当する」とする主張を認め、「小川が被害者を突き飛ばした時点で殺意を有していたとは認められない」と認定したが、量刑は減軽されなかった。
小川は「無期懲役は重すぎる」と量刑不当を理由に東京高等裁判所へ控訴したが、2006年（平成18年）2月23日に東京高裁（仙波厚裁判長）は第一審・無期懲役判決を支持して被告人・小川側の控訴を棄却する控訴審判決を言い渡した。東京高裁 (2006) は判決理由で「金銭的窮状は小川が自ら招いたもので、犯行経緯に酌量の余地はなく、犯行は冷酷非道だ」などと指摘し、「結果の重大性を考慮すれば、第一審判決の量刑は不当とは言えない」と結論づけた。その後、小川は同年に無期懲役刑が確定し、千葉刑務所へ収監された。

## 影響
本事件の発生を受け、小川の現役時代にロッテの監督を務めていた有藤通世は「そんな大それたことをする人間じゃないはず」と、元同僚の高沢秀昭（当時はロッテ二軍打撃兼外野守備走塁コーチ）も「（小川は）問題ありそうな態度ではなかったし、辞めたときも普通の退団だと思っていたから驚いた」とコメントした。また、豊蔵一（セントラル・リーグ会長）と小池唯夫（パシフィック・リーグ会長）は小川が逮捕された翌日（2004年12月22日）、「NPB（日本野球機構）として今後、何らかの対応策を検討していかなければならない」との共通認識を示した。
小川が使用していた背番号26は、マリーンズのファンナンバーという形で事実上の永久欠番となったが、小川の強盗殺人事件を考慮して使用を凍結した、という理由も含まれている。
また本事件の背景については、「小川が強盗殺人を犯すまでに転落した理由は、現役時代の華やかな生活の感覚が忘れられず、引退後の厳しい生活に耐えられなかったためではないか」とする声も上がった。実際に小川自身も逮捕後、母親への手紙や弁護人への話で「周りの人に良い格好ばかりを見せていた。（プロ野球選手としての）プライドを捨てきれなかった」「現役時代の金銭感覚が忘れられなかった」と述べている。
- 大坪正則（元ヤクルトスワローズ経営コンサルタント）は「引退後に野球評論家・コーチなど（野球関係）の仕事に就けるプロ野球選手はごくわずかで、ほとんどは野球と無関係の職業を探さなければならないが、小さなころから野球漬けの生活をしてきた元プロ野球選手の生活は厳しい」と指摘した上で、「NPBが運営する選手年金[注 10]を拡充したり、高校野球の指導者として元プロ野球選手を受け入れたりすべきだ。特に、元プロ選手が高校野球の指導に携わればプロ野球の裾野も広がる」と提言した[10]。
- 小林至（元ロッテ投手・当時は江戸川大学教授）は「Jリーグ・競輪界は引退後のセカンドキャリア支援が充実しているが、旧態依然とした球界は遅れている。プロ野球選手と一般社会との乖離は激しく、入団当初から引退後の生活を考えるようにさせる意識改革が必要だ」と提言した[10]。
- 江本孟紀（元阪神タイガース投手・元政治家・野球評論家）は「元プロ野球選手にとってベストなのは、野球関連の職業（高校野球の指導者など）に再就職できるようにすることだ」と提言した[10]。
- 石井晃[注 11]（『朝日新聞』編集委員）は「本事件は、プロ野球界がこれまでセカンドキャリアの問題に真剣に取り組んでこなかったことの弊害が出たといえる。引退後もコーチ・解説者としての仕事が保証されている元選手はほんの一握りだ。プロ野球界は本事件を選手たちの将来を考えるきっかけとして、選手たちが引退後に野球を離れても社会人として生活できるよう、対策を立てるべきだ」と指摘・提言した[12]。

2022年2月22日、日本テレビ系列で放送の『ザ!世界仰天ニュース』で本事件が取り扱われ、小川が借金苦に陥って殺人を犯すまでの再現ドラマが制作された。俳優の井上賢嗣が小川役を演じた。番組内では罪を悔いている小川の手紙も紹介された。

## 関連書籍
- 『地獄に堕ちた有名人』宙出版、2007年3月1日。ISBN 978-4776721666。